# Павлов Олексій Олександрович
Павлов Олексій Олександрович (1782, Російська імперія — 1865, там же) — титулярний радник, чиновник для особливих доручень при Міністерстві внутрішніх справ Російської імперії, камер-юнкер, камергер за обер-прокурорським столом при синоді РПЦ.
Соратник митрополита Фотія, неоднозначного суспільно-релігійного діяча тої епохи, «ревнителя чистоти православ'я», про якого у своїх творах як про захисника православ'я в Російській імперії у вищих ешелонах влади писав Іван Огієнко («Свята Почаївська Лавра»). Брав участь у спаленні заборонених протестантських книг скандальновідомого протестантського проповідника Госснера (Справа Госснера), у яких критикували таїнства православ'я.
Зять генерала Олексія Єрмолова. Зробив великий внесок у прославлення святителів Митрофана Воронізького і Тихона Задонського.

## Життєпис
Народився в 1782 році в сім'ї дворян Російської імперії.
В 1817 році одружився з Ганною Петрівною Єрмоловою, спадкоємницею заможного і гордовитого старовинного московського родів Єрмолових і Давидових проти волі її батьків і брата, славнозвісного генерала Олексія Петровича Єрмолова: «Сестра его, Анна Петровна, вышла замуж за некоего А. А. Павлова, вполне замечательного по своему уму и вполне презренного по свойствам души. Хотя Ермолов на основании духовной отца своего обязан был выделить сестре своей лишь Уз часть имения, но, имея намерение дать ей гораздо большую часть, он поручил одному из своих приятелей заняться разделом. Медленность, с которой этот раздел совершался, внушила Павлову мысль, воспользовавшись известным неблаговолением государя к Ермолову, подать прошение его величеству с приложением нескольких писем Ермолова, писанных им когда-то в либеральном духе. Хотя последовал указ о принуждении Ермолова ускорить раздел, но он, в справедливом негодовании на презренный поступок своего зятя и сестры, объявил, что никакая сила не заставит его выделить часть, большую того, что было ей назначено покойным их родителем. Ермолов получил в наследство около двухсот восьмидесяти тысяч рублей бумажками.»
Знайомий Грибоєдова, який намагався через нього добитися протекції на перевод на військову службу у корпус Єрмолова.
З 1824 року служив чиновником за обер-прокурорським столом у Священному Синоді. Митрополит Фотій дуже добре про нього відзивався: «Павлов людина була доброзичлива до православної церкви, до вітчизни, любив духовенство, чернецтво».
Разом з Шишковим і Магніцьким добивався від імператора Олександра заборони руських перекладів і закриття самого Біблійного товариства, боровся проти такого відомого тоді проповідника як Госнер, який з західноєвропейських, протестантських позицій висміював руське православ'я, церковні таїнства і поширював антиправославну літературу, яка до того ж могла бути спрямована на пропаганду повалення існуючого державного і суспільного ладу: «У нас нет точных сведений о том, сколько экземпляров русского перевода этой книги Госснера сохранилось. Два полных экземпляра отпечатанных листов были выданы из издательства Госснеру. Один неполный экземпляр имелся в распоряжении митрополита Серафима и архимандрита Фотия. Несколько экземпляров книги были изъяты из типографии для проведения следствия и избежали уничтожения с основным тиражом. По свидетельству М. Я. Морошкина, после сожжения книги Госснера, один экземпляр был спасен чиновником Св. Синода А. А. Павловым, вынувшим книгу из огня.»
«„А. А. Павлов, человек, расположенный к православной церкви, старался сведения доставать по разным частям. Ему многим обязана церковь в успехах побед над зловерием. М. Л. Магницкий, так как был в курсе многих дел зловерия, многие вещи раскрывал важные. Он был предан православию и делал внушения графу А. А. Аракчееву против врагов веры“. „А. А. Аракчеев был предан царю, никто точнее его не исполнял царских велений. Поэтому все тайные дела о вере были ему вверяемы“.
Материалы следствия по „Делу Госснера“ подтверждают распределение ролей, сделанное в автобиографии Фотия среди участников событий весны 1824 г. Свидетельств того, что все эти лица действовали сообща, нет. Хотя между собой они, несомненно, сносились при помощи А. А. Павлова и М. Л. Магницкого.»
На думку деяких дослідників разом з митрополитом Фотієм і іншими соратниками активно боровся проти поширення у Російській імперії масонства, яке становило на їхню думку загрозу національній безпеці, виступаючи агентом впливу і розвідкою країн Заходу, в першу чергу Франції.
«Уникальная молитвенная практика Фотия сегодня нам известна. Несмотря на то, что в царствование Николая I Фотий подвергся гонениям властей и был отстранен от участия в политической деятельности, его популярность росла. С годами соратники архимандрита П. А. Кикин, С. И. Смирнов, Е. И. Станевич, С. А. Ширинский-Шихматов, А. А. Павлов были забыты. Не удивительно, что в самом полном издании трудов Фотия именно он предстает главным борцом с масонством. Хотя исторически это и не вполне оправдано, но верно на ином, духовном уровне.»
"Императору кем-то был подан проект решительных преобразований, — "учредить над церковию какую-то протестанскую консисторию из духовных и светских лиц, « так Филарет передает смысл этого предложения. Сделано оно была, по-видимому, через генерала Мердера, воспитателя Наследника престола. Автором проекта Филарет считал А. А. Павлова, этого сподвижника Фотия и Шишкова в восстании 1824-го года…
Синод затруднился представить отзыв по существу этого проекта. Вместо того Филарет представил свою личную записку, которая и была подана от Синода, как мнение одного из членов. Государь написал на этом мнении: „справедливо.“ В нем Филарет поднимал снова вопрос о Библейском переводе. Но эта мысль не смогла получить дальнейшего движения в виду безоговорочного сопротивления митр. Серафима. Филарет не настаивал, — „не хочу производить раскола в Церкви…“»
В 1824—1827 рр. входив до складу КДУ.
14 грудня 1825 року будучи в Санкт-Петербурзі разом зі своїм давнім знайомим, декабристом Олександром Семеновичем Горожанським спостерігав повстання декабристів з вікон Сенату. Заарештований і допитаний В. В. Лєвашовим і тоді ж по височайшому наказу звільнений. Слідче діло О. О. Павлова зберігається в Головному Архіві РФ в фонді 48 під № 228. Членом таємних товариств не був.
у своїй книзі «Записки Миколи Олександровича Мотовилова, служки Божої Матері і преподобного Серафима» Микола Олександрович Мотовилов згадує деякі обставини канонічного прославлення святителя Митрофана. Зокрема він пише, що за його участю була переписана набіла і подана імператору повна служба святителю Митрофану, а також створений повний життєпис святителя. При цьому, посилаючись на слова митрополита Антонія, Микола Мотовилов звертає увагу, що у справі відкриття мощей і прославленні святителів Митрофана Воронізького і Тихона Задонського допомога Олексія Павлова зіграла велику роль.
Був одним з учасників зібрання у Воронежі, коли було презентовано повну службу святителю Митрофану для передання Государю Імператору. Тоді разом з ним там серед учасників згадуються високопреосвященний митрополит Антоній, воронізький губернатор Дмитро Микитович Бегічев, жандармський полковник Микифор Харлампійович Коптєв, колишній камергер Двору і член Комісії духовних училищ генерал Мешерілов тощо. При цьому митрополит Антоній виділив окремий час на розмову з Олексієм Павловим, згадавши при цьому, що він багато зробив для відкриття мощей і прославлення святителів Митрофана Воронізького і Тихона Задонського.
В жовтні 1827 року митрополит Фотій пише митрополиту Серафиму, щодо нового гуртожитнього, монастирського уставу, який змушувало вводити духовне начальство. При цьому він згадує, що чиновник О. О. Павлов вимагає включити до цього уставу нові статті і скаржиться, що устав занадто суворий, через що монахи тікають з монастирів.
Помер в 1865 році. Його нащадки були забуті і жили в бідності.

## Сім'я
На даний момент відомо про долю єдиного його сина Олександра Павлова. Він служив в армії Російської імперії, потім, після виходу у відставку служив псаломщиком у селі Красне Воронізької губернії. Був одружений з Пелагією Єгорівною, мали двох дітей — Олександру і Марію. Рано помер від пияцтва, заливши сім'ю напризволяще. Олександра працювала у місцевого поміщика, вийшла заміж за сільського фельдшера Алоїзія Антоновича Невірівського, сина Антона Невірівського, учасника польського повстання проти самодержавства 1863—1864 рр., висланого до Сибіру. Один із синів Алоїзія Антоновича і Олександри Олександрівни, правнук Олексія Олександровича і Ганни Петрівни Василь Невірівський брав участь у Першій світовій війні, потім вступив до РСЧА, був розстріляний денікінцями у 1919 році. Інші правнуки Олексія Олександровича по цій лінії виросли і стали радянськими вчителями. Зокрема правнучка Софія Алоїзівна Невірівська починаючи з 1950-х рр. багато років працювала вчителем історії у школах Дарницького району міста Києва.